# Prueba Villafranca de Ordizia 2013
La Prueba Villafranca de Ordizia 2013, novantesima edizione della corsa, valida come evento dell'UCI Europe Tour 2013 categoria 1.1, si svolse il 25 luglio 2013 su un percorso totale di 165,7 km. Fu vinta dall'eritreo Daniel Teklehaymanot, che terminò la gara in 3h55'18" alla media di 42,25 km/h.
Al traguardo 69 ciclisti portarono a termine il percorso.

## Squadre e corridori partecipanti
| N.      | Cod. | Squadra                      |
| ------- | ---- | ---------------------------- |
| 1-10    | EUS  | Euskaltel-Euskadi            |
| 11-18   | CAN  | Cannondale Pro Cycling       |
| 21-27   | KAT  | Katusha Team                 |
| 31-39   | MOV  | Movistar Team                |
| 41-48   | OGE  | Orica-GreenEDGE              |
| 51-60   | BSE  | Bretagne-Séché Environnement |
| 61-70   | CJR  | Caja Rural                   |
| 71-78   | COF  | Cofidis, Solutions Credits   |
| 81-90   | SOJ  | Sojasun                      |
| 91-100  | BUR  | Burgos BH-Castilla y León    |
| 101-110 | EUK  | Euskadi                      |
| 111-118 | LOK  | Lokosphinx                   |

## Ordine d'arrivo (Top 10)
| Pos. | Corridore            | Squadra       | Tempo    |
| ---- | -------------------- | ------------- | -------- |
| 1    | Daniel Teklehaymanot | Orica-GreenE. | 3h55'18" |
| 2    | Ángel Madrazo        | Movistar      | a 2"     |
| 3    | David Arroyo         | Caja Rural    | a 8"     |
| 4    | Wesley Sulzberger    | Orica-GreenE. | s.t.     |
| 5    | Jesús Herrada        | Movistar      | s.t.     |
| 6    | Alessandro De Marchi | Cannondale    | s.t.     |
| 7    | Gorka Verdugo        | Euskaltel     | s.t.     |
| 8    | Nicolas Edet         | Cofidis       | s.t.     |
| 9    | Marcos García        | Caja Rural    | a 15"    |
| 10   | Egoitz García        | Cofidis       | a 53"    |